# Prostylon

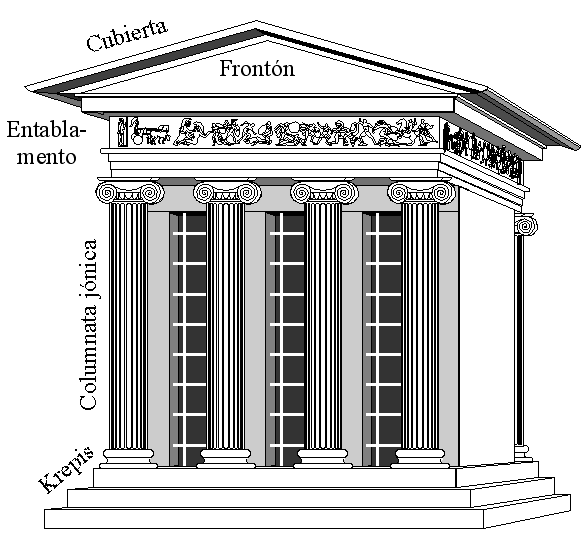
De tempel van Athena Nike op de Akropolis (reconstructietekening).

Prostylon is een architecturale term voor vrijstaande zuilen die ruim uit elkaar staan in een rij. De term wordt dikwijls gebruikt als een adjectief wanneer men wil verwijzen naar de portiek van een klassiek gebouw die zich van de hoofdstructuur richt. Het werd voor het eerst gebruikt in Etruskische en Griekse tempels, terwijl de Romeinen later dit motief opnamen in hun tempels.
Een voorbeeld is de tempel van Athena Nike op de Akropolis te Athene.
Deze architecturale stijl was waarschijnlijk afkomstig van de Oost-Griekse eilanden in de 8e eeuw v.Chr., er zijn echter ook verscheidene voorbeelden van in archaïsche tempels in Zuid-Italië.